# Time Machine (Rick Wakeman)
Time Machine is een muziekalbum uit 1988 van Rick Wakeman.
Wakeman keerde met Time Machine naar zijn beginperiode; het album bevat progressieve rock/rock met een klassiek tintje, zoals dat in de jaren 70 in de mode was. Wel met een klankbedding van de jaren 80. Het album is opgenomen om uitgebracht te worden door Polydor, toen nog een grote speler op de muziekmarkt. Wakeman werd de dupe van een wisseling in het management; de nieuwe manager mocht Wakeman noch zijn muziek. Wakeman probeerde het terug te kopen, maar Polydor verkocht het aan President Records. Aan de openingstrack is te horen dat Wakeman content was over dit album; het is muziek die hij graag maakte. De stroming progressieve rock werd in de jaren 80 slechts zelden gewaardeerd (hij maakte de vergelijking stinkdier in een parfumerie). Opnamen vonden plaats in de Studio House te Wraysbury vanaf juni tot en met oktober 1987. De bedoeling was dit album groots te promoten, maar hiervan kwam niets terecht; het bleef bij het album.

## Musici
Ook de musici waren niet onbekend:
- Rick Wakeman – toetsinstrumenten (nog steeds de Korg)
- John Knightsbridge – gitaar (ex-Illusion)
- David Paton – basgitaar (ex-Pilot)
- Tony Fernandez – slagwerk (dus geen jaren 80-drumcomputer) (Strawbs)
- Roy Wood – zang op 1 (ex-Electric Light Orchestra)
- John Parr zang op 2 en 9
- Tracey Ackerman zang op 3, 5 en 6
- Ashley Holt – zang op 4 en 8 (weer terug bij Wakeman)

## Tracklist
| Nr. | Titel                                      | Duur |
| --- | ------------------------------------------ | ---- |
| 1.  | Custer’s last stand                        |      |
| 2.  | Ocean city                                 |      |
| 3.  | Angel of time (verlengde versie op cd)     |      |
| 4.  | Slaveman (verlengde versie op cd)          |      |
| 5.  | Ice                                        |      |
| 6.  | Open up your eyes (verlengde versie op cd) |      |
| 7.  | Elizabethan rock                           |      |
| 8.  | Make me a woman (verlengde versie op cd)   |      |
| 9.  | Rock age (verlengde versie op cd)          |      |